# Miss Globe International
Miss Globe International (ook Miss Globe) is een internationale missverkiezing die jaarlijks gehouden wordt in het Oostelijke Middellandse Zeegebied.

## Geschiedenis
Miss Globe International werd in 1925 opgericht in de Verenigde Staten door www.charliesee.com. De eerste achttien edities werden in het Amerikaanse Hollywood georganiseerd. De volgende twaalf gingen door in Turkije. In 2004 verkreeg het Albanese bedrijf The Festival of Beauty International Group-Charlie See Pictures Corporation een vijfjarige licentie op het evenement in handen en sindsdien wordt de verkiezing in Albanië gehouden. Het is anno 2008 nog niet bekend waar de verkiezingen na het verloop van deze overeenkomst worden gehouden.
Anno 2009 bedraagt het prijzengeld 50.000 dollar.

## Winnaressen
| Jaar | Winnares                       | Land             | Gaststad        | Gastland     |
| ---- | ------------------------------ | ---------------- | --------------- | ------------ |
| 2012 | Jakelyne Oliviera              | Brazilië         | Lefkose Başkent | Noord-Cyprus |
| 2011 | Nina Elisa Fjalestad           | Noorwegen        | Gazi Mağusa     | Noord-Cyprus |
| 2010 | Yeni Fe Solis Duran            | Spanje           | Girne           | Noord-Cyprus |
| 2009 | Samah Gahfaz                   | Algerije         | Tirana          | Albanië      |
| 2008 | Almeda Abazi                   | Albanië          | Tirana          | Albanië      |
| 2007 | Helen Cristina Alves da Silva  | Brazilië         | Tirana          | Albanië      |
| 2006 | Viviana Lisbeth Ramos Puma     | Venezuela        | Sarandë         | Albanië      |
| 2005 | Lucia Liptakova                | Slovenië         | Tirana          | Albanië      |
| 2004 | Kristina Slavinskaya           | Rusland          | Durrës          | Albanië      |
| 2003 | Priscilla Meirelles de Almeida | Brazilië         | Antalya         | Turkije      |
| 2002 | Jennifer Schooler              | Verenigde Staten | Istanboel       | Turkije      |
| 2001 | Maricar Manalaysay Balagtas    | Filipijnen       | Istanboel       | Turkije      |
| 2000 | Joan Carolina Chópite Sute     | Venezuela        | Kyrenia         | Noord-Cyprus |
| 1999 | Jana Tairova                   | Turkmenistan     | Istanboel       | Turkije      |
| 1998 | Karin Laasmae                  | Estland          | Istanboel       | Turkije      |
| 1997 | Petra Hlavacova                | Tsjechië         | Istanboel       | Turkije      |
| 1996 | Kimberly Lawrence              | Verenigde Staten | Istanboel       | Turkije      |
| 1995 | Minna Maki-Kala                | Finland          | Istanboel       | Turkije      |
| 1994 | Skye-Jilly Edwards             | Australië        | Istanboel       | Turkije      |
| 1993 | Polina Vikhovskaya             | Rusland          | Istanboel       | Turkije      |
| 1992 | Laura Veronica Rafael          | Argentinië       | Aspendos        | Turkije      |
| 1991 | Minna Kuukka                   | Finland          | Aspendos        | Turkije      |
| 1990 | Yormery Ortega Sánchez         | Venezuela        | Bursa           | Turkije      |
| 1989 | Karina Berger                  | Zwitserland      | Foça            | Turkije      |
| 1988 | Yajaira Cristina Vera Roldán   | Venezuela        | Bodrum          | Turkije      |